# Kim Seung-gyu
Dans ce nom coréen, le nom de famille, Kim, précède le nom personnel.
Kim Seung-gyu (en coréen : 김승규), né le 30 septembre 1990 à Ulsan en Corée du Sud, est un footballeur international sud-coréen, qui évolue au poste de gardien de but. Il joue dans le club du Al-Shabab FC.

## Biographie

### Carrière internationale
Avec les moins de 20 ans, il participe à la Coupe du monde des moins de 20 ans en 2009 qui se déroule en Égypte. Lors du mondial junior, il joue quatre rencontres. La Corée du Sud est éliminée en quart de finale par le Ghana.
Il fait ses débuts internationaux avec l'équipe A en 2013. Le 14 août 2013, il honore sa première sélection contre le Pérou en amical. La rencontre se solde par un match nul et vierge (0-0).
Le 8 mai 2014, il fait partie de la liste des 23 joueurs sud-coréens sélectionnés pour disputer la Coupe du monde de 2014 qui se déroule au Brésil. Il est sélectionné comme deuxième gardien, derrière Jung Sung-ryong. Lors du mondial, il joue une rencontre face à la Belgique. Le 22 décembre 2014, il fait partie de la liste des 23 joueurs sud-coréens sélectionnés pour disputer la Coupe d'Asie de 2015 qui se déroule en Australie. Il est sélectionné comme deuxième gardien, derrière Kim Jin-hyeon. Il dispute une rencontre face au Koweït.
Le 2 juin 2018, il fait partie de la liste des 23 joueurs sud-coréens sélectionnés pour disputer la Coupe du monde de 2018 qui se déroule en Russie. Il ne dispute toutefois aucun match lors de ce tournoi.
Le 12 novembre 2022, il est sélectionné par Paulo Bento pour participer à la Coupe du monde 2022.

## Palmarès

### En club
- Ulsan Hyundai
  - Vainqueur de la Ligue des champions de l'AFC en 2012

- Vissel Kobe
  - Vainqueur de la Coupe du Japon en 2019
  - Vainqueur de la Supercoupe du Japon en 2020

### En sélection
- Corée du Sud
  - Finaliste de la Coupe d'Asie en 2015
  - Vainqueur de la Coupe d'Asie de l'Est en 2015
  - Médaillé d'or aux Jeux asiatiques de 2014
  - Médaillé de bronze aux Jeux asiatiques de 2010

### Distinctions personnelles
- Nommé dans l'équipe type de la K League en 2013

## Statistiques
| Saison                | Club                  | Championnat           | Championnat | Championnat | Coupe(s) nationale(s) | Coupe(s) nationale(s) | Compétition(s) continentale(s) | Compétition(s) continentale(s) | Compétition(s) continentale(s) | Corée du Sud | Corée du Sud | Total | Total |
| Saison                | Club                  | Division              | M.          | B.          | M.                    | B.                    | Comp.                          | M.                             | B.                             | M.           | B.           | M.    | B.    |
| 2008                  | Ulsan Hyundai         | K League              | 2           | 0           | -                     | -                     | -                              | -                              | -                              | -            | -            | 2     | 0     |
| 2009                  | Ulsan Hyundai         | K League              | -           | -           | -                     | -                     | LCA                            | 1                              | 0                              | -            | -            | 1     | 0     |
| 2010                  | Ulsan Hyundai         | K League              | 3           | 0           | 5                     | 0                     | -                              | -                              | -                              | -            | -            | 8     | 0     |
| 2011                  | Ulsan Hyundai         | K League              | 2           | 0           | -                     | -                     | -                              | -                              | -                              | -            | -            | 2     | 0     |
| 2012                  | Ulsan Hyundai         | K League              | 12          | 0           | -                     | -                     | LCA                            | 4                              | 0                              | -            | -            | 16    | 0     |
| 2013                  | Ulsan Hyundai         | K League              | 32          | 0           | 2                     | 0                     | -                              | -                              | -                              | 3            | 0            | 37    | 0     |
| 2014                  | Ulsan Hyundai         | K League              | 29          | 0           | 1                     | 0                     | LCA                            | 6                              | 0                              | 4            | 0            | 40    | 0     |
| 2015                  | Ulsan Hyundai         | K League              | 32          | 0           | 1                     | 0                     | -                              | -                              | -                              | 10           | 0            | 43    | 0     |
| Sous-total            | Sous-total            | Sous-total            | 112         | 0           | 9                     | 0                     | -                              | 11                             | 0                              | 17           | 0            | 149   | 0     |
| 2016                  | Vissel Kobe           | J League              | 34          | 0           | 3                     | 0                     | -                              | -                              | -                              | 5            | 0            | 42    | 0     |
| 2017                  | Vissel Kobe           | J League              | 31          | 0           | 8                     | 0                     | -                              | -                              | -                              | 5            | 0            | 44    | 0     |
| 2018                  | Vissel Kobe           | J League              | 19          | 0           | 1                     | 0                     | -                              | -                              | -                              | 6            | 0            | 26    | 0     |
| Sous-total            | Sous-total            | Sous-total            | 84          | 0           | 12                    | 0                     | -                              | 0                              | 0                              | 16           | 0            | 112   | 0     |
| Total sur la carrière | Total sur la carrière | Total sur la carrière | 196         | 0           | 21                    | 0                     | -                              | 11                             | 0                              | 33           | 0            | 261   | 0     |